# 石油化工业
石油化工业关注石油化工产品的生产和贸易。它直接与石油产业，特别是下游部门接口。主要由塑料（聚合物）工业构成。

## 公司
基于2017年营业额的前十大全球石化公司：
| 公司             | 国家与地区 | 2017 营业额 （亿美元） |
| ---------------- | ---------- | ---------------------- |
| 巴斯夫           | 德国       | 692                    |
| 陶氏化工         | 美国       | 625                    |
| 中国石化         | 中国       | 553                    |
| 沙基工业股份     | 沙特阿拉伯 | 376                    |
| INEOS            | 英国       | 346                    |
| 台塑公司         | 台湾       | 321                    |
| 埃克森美孚       | 美国       | 287                    |
| 利安德巴塞尔工业 | 荷兰       | 283                    |
| 三菱化学         | 日本       | 264                    |
| LG化学           | 韩国       | 232                    |

## 国家和油田
- 马伦石化综合体（英语：Marun petrochemical complex）
- 尼日利亚石化工业

## 会议
- 亚洲石化工业会议（英语：Asia Petrochemical Industry Conference）
- AFPM（英语：American Fuel and Petrochemical Manufacturers）国际石化会议[2]

## 协会
- 美国燃料和石化制造商（英语：American Fuel and Petrochemical Manufacturers）（AFPM）
- 欧洲石化协会
- 海湾石化和化学品协会（英语：Gulf Petrochemicals and Chemicals Association）

## 荣誉
- 开发西西伯利亚矿藏和发展石油天然气综合体奖章
- 石化遗产奖（英语：Petrochemical Heritage Award）[3]